# 보령 성주사지 중앙 삼층석탑
보령 성주사지 중앙 삼층석탑(保寧 聖住寺址 中央 三層石塔)은 대한민국 충청남도 보령시 성주사지에 있는 남북국 시대 신라의 석탑이다. 1963년 1월 21일 대한민국의 보물 제20호로 지정되었다.

## 개요
성주사지 금당지 뒤의 3기의 석탑 중 가운데에 있는 석탑이다. 신라는 삼국을 통일하고 강력한 국가를 상징하려고 초기에는 튼튼하고 높은 2중 기단을 가진 거대한 3층 석탑을 만들었는데, 통일신라 말기에 이르러서는 3층 석탑의 규모가 작아진다. 이 석탑은 규모만 축소되었을 뿐 형식은 2중 기단 위에 3층 석탑을 세우는 통일신라 말기의 석탑 양식을 잘 보여주고 있다. 재료는 반려암이며, 높이가 410cm이고, 상륜부가 없어졌다. 전체적으로 안정감이 있으며, 날카로운 윤곽의 지붕돌이 특징이다. 이 탑은 승탑으로 추정되었으나 성주사 사적기에 적힌 바에 따르면 정광·가섭·약사 여래 사리탑 중의 하나이며, 발굴 조사 결과 다른 곳에서 옮겨온 것으로 밝혀졌다.

## 같이 보기
- 성주사

## 참고 자료
- 보령 성주사지 중앙 삼층석탑 - 국가유산청 국가유산포털
- 문화재대관 (보물편, 석조Ⅰ, 개정판), 문화재청, 2004-08-06